# Fritillaria
Fritillaria (Fritillaria) eller Vibeæg er en planteslægt, som er udbredt i Europa, Asien og Nordamerika. Det er løgvækster med helrandede, ofte blåduggede blade og endestillede, nikkende blomster. Her beskrives kun de arter, som er vildtvoksende i Danmark, eller som dyrkes her:
| Beskrevne arter |

- Kamtjatkafritillaria (Fritillaria camschatcensis)
- Kejserkrone (Fritillaria imperialis)
- Persisk vibeæg (Fritillaria persica)
- Pyrenæisk vibeæg (Fritillaria pyrenaica)
- Almindelig vibeæg (Fritillaria meleagris)

| Andre arter |

| - Fritillaria atropurpurea - Fritillaria bucharica - Fritillaria caucasica - Fritillaria cirrhosa - Fritillaria conica - Fritillaria ctenanthera - Fritillaria dagana - Fritillaria delavayi - Fritillaria eduardii - Fritillaria falcata - Fritillaria gentneri - Fritillaria karelinii - Fritillaria latifolia - Fritillaria liliacea - Fritillaria maximowiczii - Fritillaria pallidiflora | - Fritillaria pluriflora - Fritillaria przewalskii - Fritillaria pudica - Fritillaria raddeana - Fritillaria recurva - Fritillaria roylei - Fritillaria sewerzowii - Fritillaria thunbergii - Fritillaria tubiformis - Fritillaria unibracteata - Fritillaria ussuriensis - Fritillaria walujewii |